# Пањица
Пањица је брза планинска река у селу Добраче, Општина Ариље. Има значајан хидроенергетски потенцијал. Станиште је поточне пастрмке и кркуше а има и клена. На реци су изграђена два пастрмска рибњака.